# George Leonard Staunton
George Leonard Staunton   (Galway, 10 d'abril de 1737 - Londres, 14 de gener de 1801), primer Baronet (10 d'abril de 1737 fins a 14 de gener de 1801) era un treballador de la Companyia Britànica de les Índies Orientals i botànic anglès.

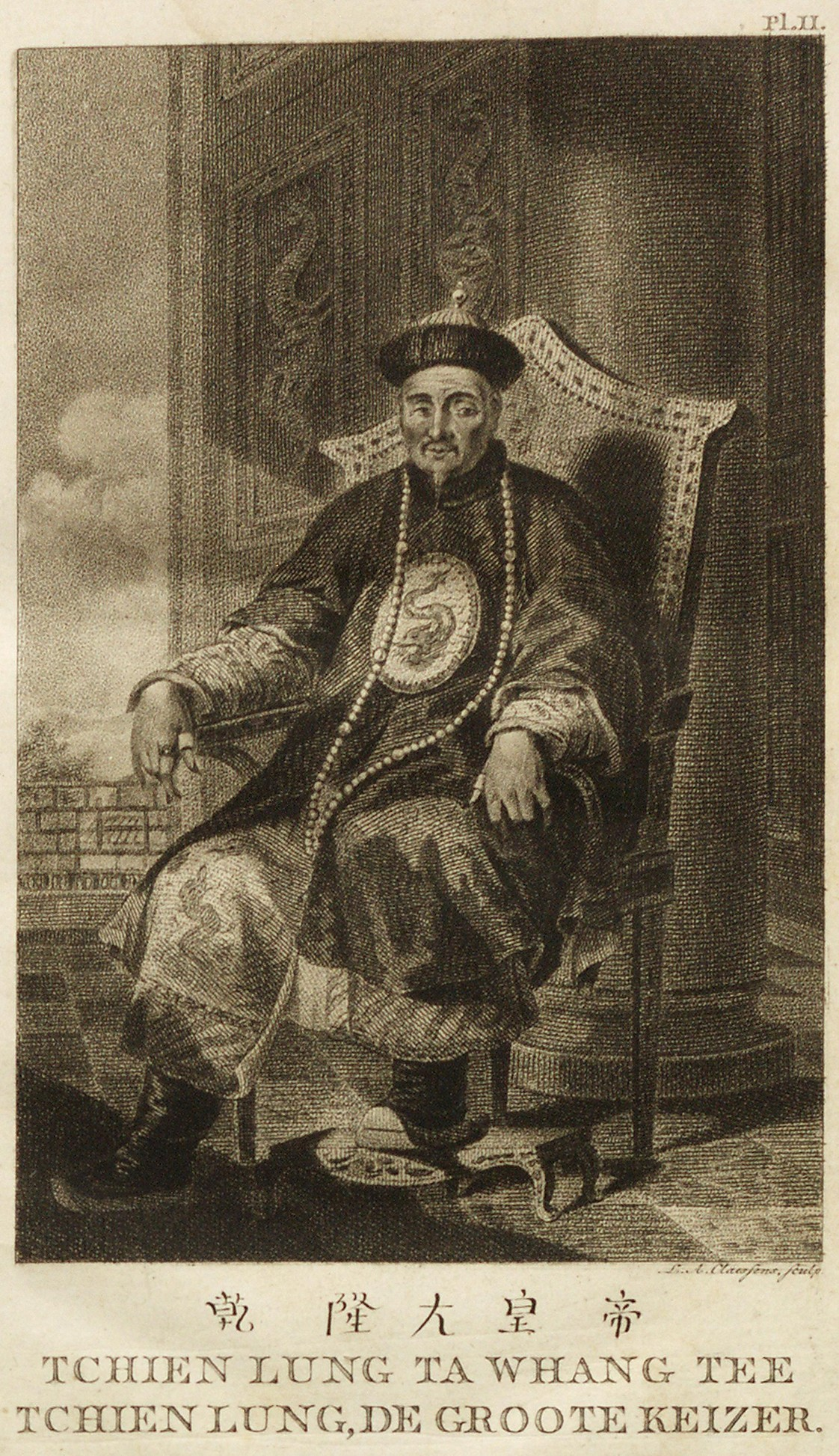
Il·lustració del 1798 traducció holandesa de Staunton de An authentic account of an embassy from the King of Great Britain to the Emperor of China

Va néixer a Cargins, Co Galway, Irlanda i va estudiar al col·legi dels jesuïtes, a Tolosa de Llenguadoc, França (obtenint un MD l'any 1758) i a l'Escola de Medicina de Montpeller, França. Va ser guardonat amb un DCL per la Universitat d'Oxford l'any 1790.
Inicialment va exercir com a metge a les Índies Occidentals, i l'any 1779 va ser Procurador General a Granada. L'any 1784, va acompanyar al seu amic de tota la vida George, Lord McCartney, a qui va conèixer a les Índies Occidentals, fins a Txennai per negociar la pau amb Tipu Sultan, pel servei de la qual Staunton va ser premiat com baronet d'Irlanda, de Cargins al Comtat de Galway el 31 d'octubre de 1785.
Va ser escollit Membre de la Royal Society al febrer de 1787.
L'any 1793, va ser nomenat Secretari de la missió britànica a la cort imperial xinesa. Aquesta missió diplomàtica i comercial estaria encapçalada per Lord Macartney. Encara que l'Ambaixada Macartney va tornar a Londres sense obtenir cap concessió de la Xina, la missió podria haver estat un èxit perquè va portar observacions detallades. Staunton va ser acusat de reproduir la versió oficial de l'expedició després del seu retorn. Aquesta obra de diversos volums va ser presa principalment dels papers de senyor Macartney i dels papers de sir Erasmus Gower, que era el comandant de l'expedició. Sir Joseph Banks, el president de la Royal Society, va ser responsable de la selecció i l'organització de gravat de les gràfiques d'aquest document públic.

Va morir a la seva casa de Londres, 17 Devonshire Street, el 14 de gener 1801 i va ser enterrat a l'Abadia de Westminster, on es va erigir un monument realitzat per Sir Francis Chantrey en la seva memòria. El títol de baró, el seu patrimoni irlandès en Clydagh, Comtat de Galway i la seva casa de Londres van ser heretats pel seu únic fill, George Thomas Staunton.
- L'abreviatura Staunton s'usa per indicar a George Leonard Staunton com autoritat en la descripció i classificació científica dels vegetals.[5]